# 红色阵线 (伊塞克阿塔区)
红色阵线（俄语：Рот-Фронт）是吉尔吉斯斯坦楚河州伊塞克阿塔区下辖的一个村。2021年全村人口为968人。该定居点最初由德意志人建立，成立之初名为“贝格塔尔”（德語：Bergtal，意为“山谷”，有时也拼写为Bergthal），并于1927年更名为“红色阵线”。

## 历史
19世纪末，来自俄罗斯帝国的德语定居者迁移到中亚以获得新的土地。这些定居者大多数是俄羅斯門諾派教徒。贝格塔尔村是吉尔吉斯斯坦最早的几个德意志人定居点之一，由大约300名从东弗里斯兰移居而来的浸礼宗和门诺派家庭在天山下楚河溪谷肥沃黑土上建立的。为了逃避兵役，许多人从伏尔加河和克里米亚移居到中亚。
随着苏联的斯大林化，1927年贝格塔尔更名为红色阵线，所有宗教活动均被禁止。在纳粹德国时期，红色阵线的德意志人受到广泛怀疑和歧视。他们试图解释他们并不认同纳粹德国的德国人，而是他们遥远的波兰血统或亲戚。
随着米哈伊尔·戈尔巴乔夫领导下1987年苏联经济改革，贝格塔尔的居民再次可以自由地实践他们的宗教信仰。苏联解体后，许多德意志人从吉尔吉斯斯坦移民到德国，随着集体农场和其他国有企业的倒闭，许多工作岗位不复存在。1990年，该社区约有900名德意志血统居民；到2012年，数量只剩下500人左右。
1991年吉尔吉斯斯坦因苏联解体而独立后，剩余的德意志居民获得许可，可以在道路标志的村庄官方名称“Rot-Front”下面显示该村的原始名称“Bergtal”。在村内校舍里有一个在德国政府资助下建立的小型博物馆，里面陈列着信件和照片，讲述了村民的祖先移徙到吉尔吉斯斯坦以及他们过去在村里的生活。自20世纪90年代初以来，德国政府还为社区提供了一名德语教师。然而，德国政府为当地农业合作社提供的慷慨资金和物质援助大部分被浪费或滥用。
1995 年，出品了一部名为Milch und Honig aus Rotfront（来自红色阵线的牛奶和蜂蜜）的电影，描绘了贝格塔尔德意志人居民的生活。
作为严格的门诺教徒，居民们仍然拒绝饮酒、看电视、看电影和跳舞。